# Комо (језеро)
Језеро Комо (итал. Lago di Como) је језеро глечерскога порекла у Ломбардији у Италији. Има површину од 146 км² и треће је језеро по величини у Италији иза језера Гарда и језера Мађоре. Са дубином од 410 метара представља једно од најдубљих језера Европе. Дно језера је на 200 метара испод нивоа мора.

## Географија
Језеро је облика обрнутог ипсилона или грчкога слова ламбде. Северни крак почиње код града Колика, а Комо и Леко су на крајевима југозападнога и југоисточнога крака. Река Ада утиче у језеро на северу код града Колика, а истиче код Лека. Та геолошка структура чини од југозападнога крака код Кома мртав крај, па се ту често дешавају поплаве. Планински предалпски крај између два јужна крака језера назива се Ларијски троугао. У средишту тога троугла је град Канцо.

## Име
Назив језера долази од латинске речи larius, која је у италијанском Lario, али то име се ретко користи. Обично се назива Lago di Como (што значи језеро Комо) .

## Вила д'Есте
Вилу д'Есте је изградио 1568. кардинал Толомео Галио. Једно време је ту 1816-1817. боравила жена енглескога краља. Касније у 19. веку од виле је направљен луксузни хотел. Данас је то привлачно место за светски славне личности, а ту су долазили: Бред Пит, Анџелина Џоли, Пол Макартни, Шерон Стоун, Арнолд Шварценегер, Ив Сен Лоран, Алфред Хичкок и Михаил Горбачов.
На језеру Комо налази се чувени истраживачки и конференцијски центар Белађо, који је под управом Рокфелерове фондације.